# Gouvernement d'Astrakhan
1717–1928
Entités précédentes :
- Gouvernement de Kazan

Entités suivantes :
- Oblast de la basse Volga

Le gouvernement d’Astrakhan (en russe : Астраханская губерния) est une division administrative de l’Empire russe, puis de la R.S.F.S.R., située sur le cours inférieur de la Volga avec pour capitale la ville d’Astrakhan. Créé en 1717 le gouvernement exista jusqu’en mai 1928.

## Géographie

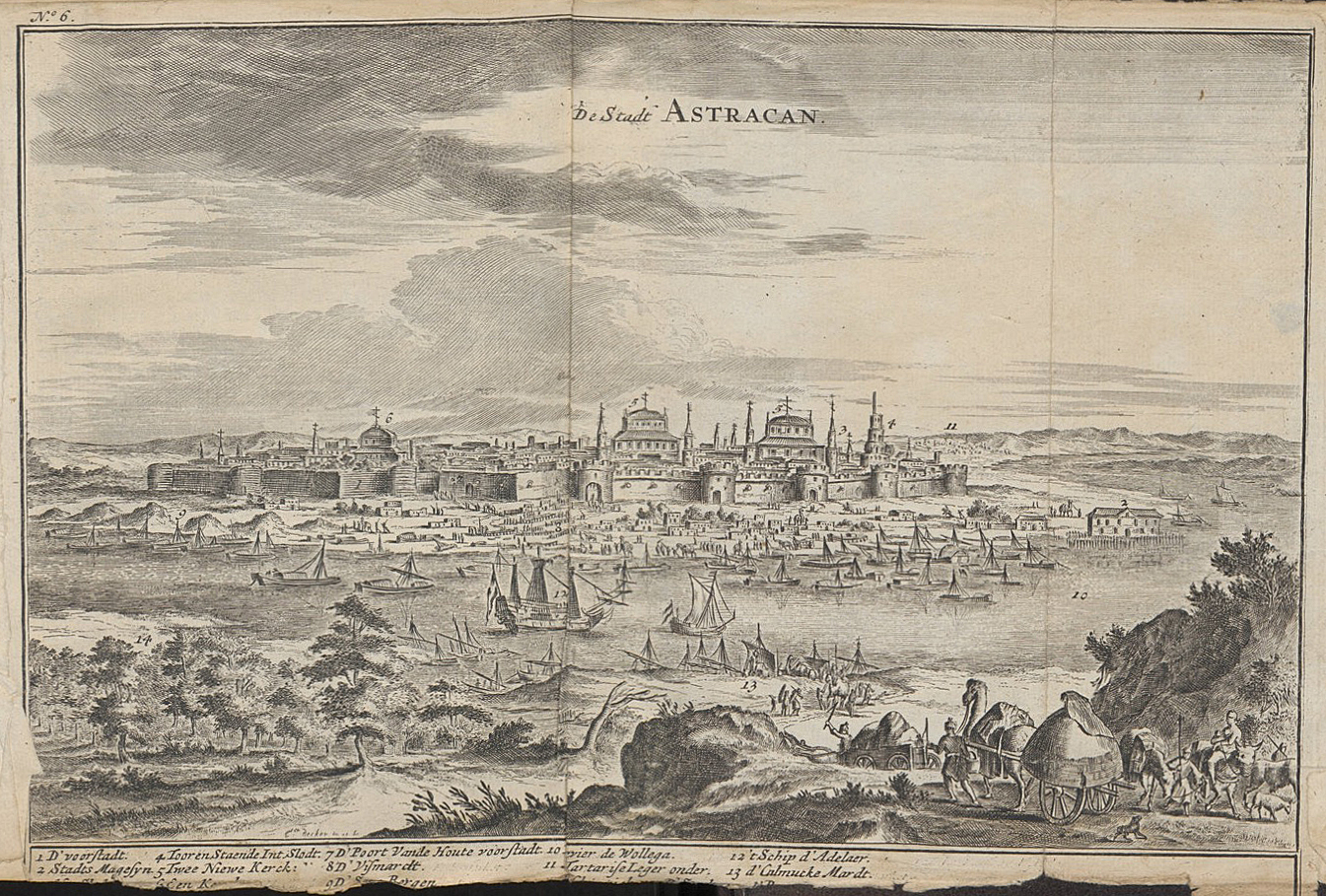
La ville d'Astrakhan et la Volga, gravure de, 1746.

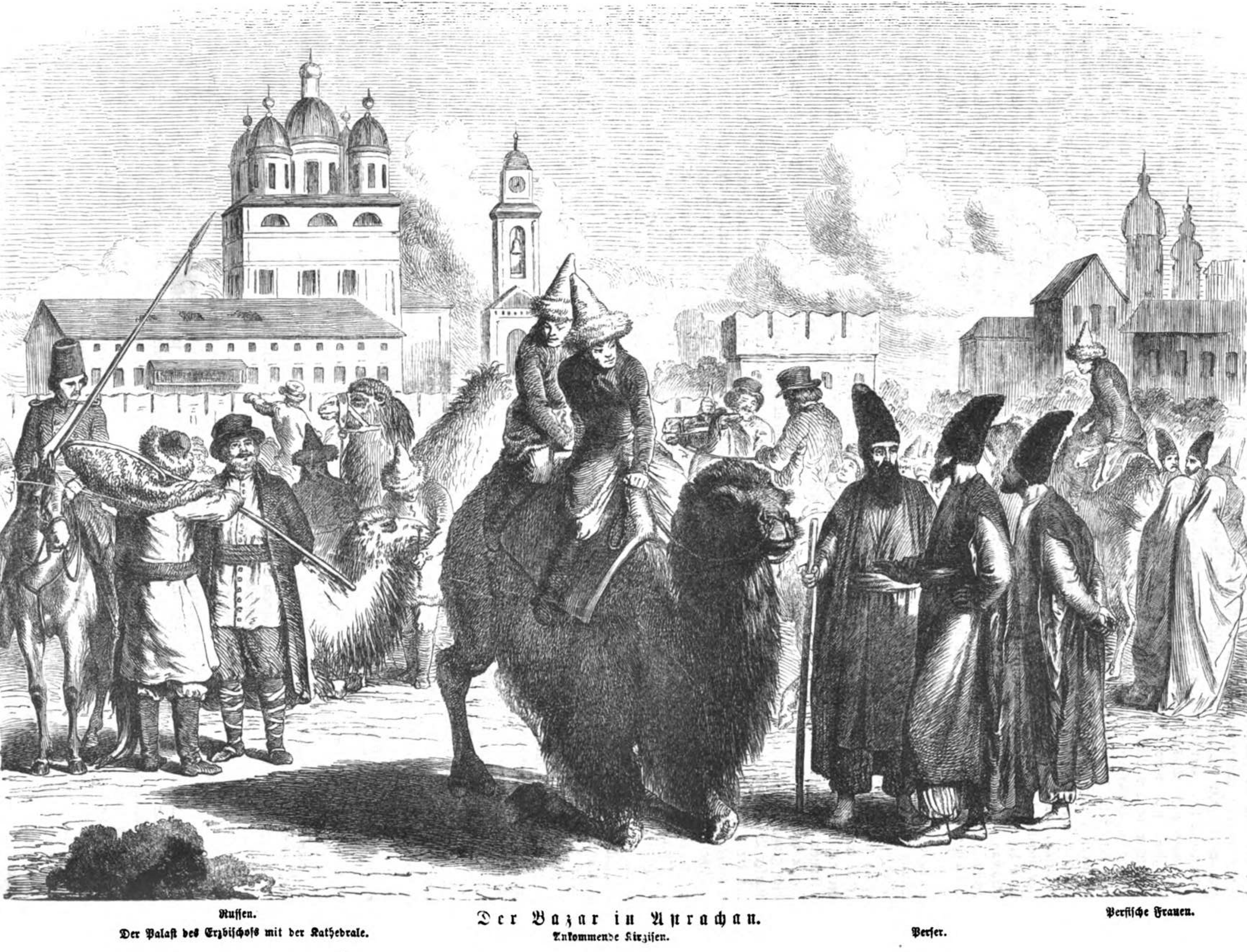
Le bazar d'Astrakhan, gravure allemande, Die Gartenlaube, 1857.

Le gouvernement d’Astrakhan était bordé au sud-est par la mer Caspienne et, en remontant vers nord et dans le sens des aiguilles d’une montre, par l’oblast du Terek, le gouvernement de Stavropol, l’oblast de l'armée du Don, les gouvernements de Saratov, Samara et l’oblast d'Ouralsk. 
Le gouvernement d'Astrakhan est traversé par le cours inférieur de la Volga, dont la largeur dépasse 400 mètres au nord de la province, 700 au sud, coupé d'îles et terminé par un long delta qui se jette dans la mer Caspienne par deux branches principales et plus de 60 chenaux secondaires. Le fleuve est peu profond, de 2 à 5 mètres au maximum dans sa partie navigable. Les poissons y abondent, notamment l'esturgeon et le sterlet. Son cours est généralement lent, sauf au moment de la fonte des neiges, et sa surface est entièrement gelée en hiver dans le nord de la province, partiellement dans le sud : elle sert de route pour les voitures pendant les deux mois de gel. En raison du manque de pluies, le sol n'est cultivé que là où la proximité du fleuve permet l'irrigation : on y fait pousser des arbres fruitiers, de la vigne et des légumes ; on y récolte de la soude. La végétation se dégrade en steppe aride au sud du fleuve, parcouru par des nomades kalmouks, et à l'est, terrain de pâturage des Kirghizes (Kazakhs). Les lacs salés sont exploités : le seul lac Elton produit 9 millions de pouds de sel par an (147 000 tonnes). 
Le chef-lieu, Astrakhan, compte 30 000 habitants en temps normal mais atteint 70 000 pendant la saison de la pêche. Il s'y fait un important commerce avec la Perse et l'Inde, surtout du coton et du maroquin. Les autres villes sont peu importantes. 
La vallée du fleuve Oural, plus à l'est, est habitée par les cosaques de l'Oural qui tirent de gros revenus de la pêche et de l'élevage. La plupart sont des vieux-croyants qui portent la barbe et refusent le tabac, contrairement aux usages instaurés depuis Pierre le Grand.

## Histoire

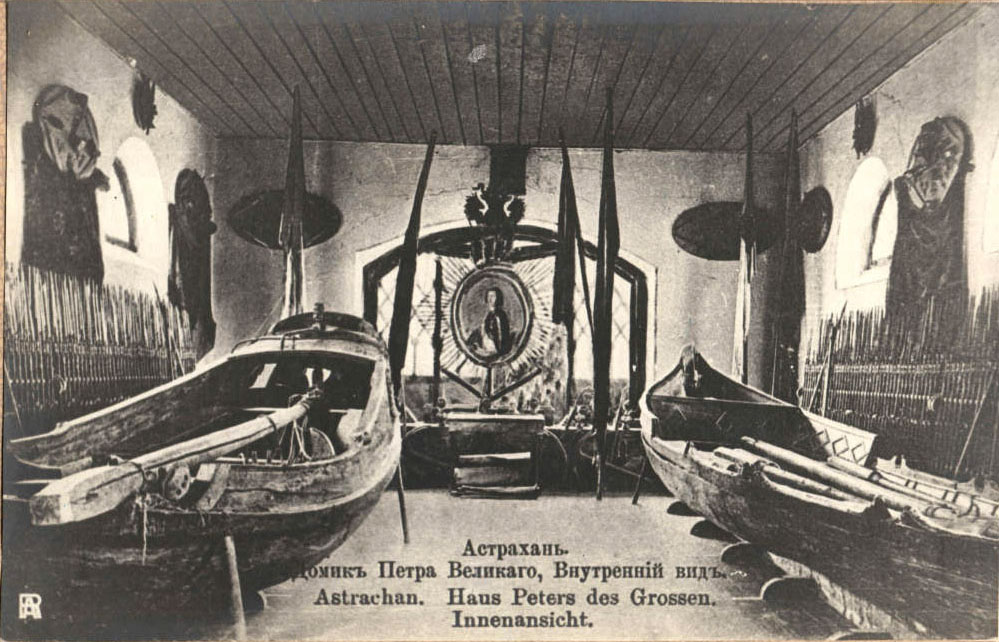
La maison de Pierre le Grand à Astrakhan convertie en musée, avant 1917.

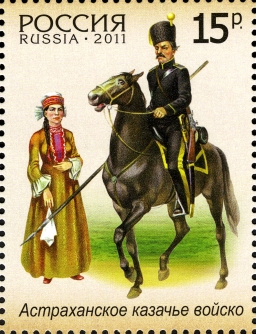
Cosaque d'Astrakhan et sa femme, timbre-poste russe, 2011.

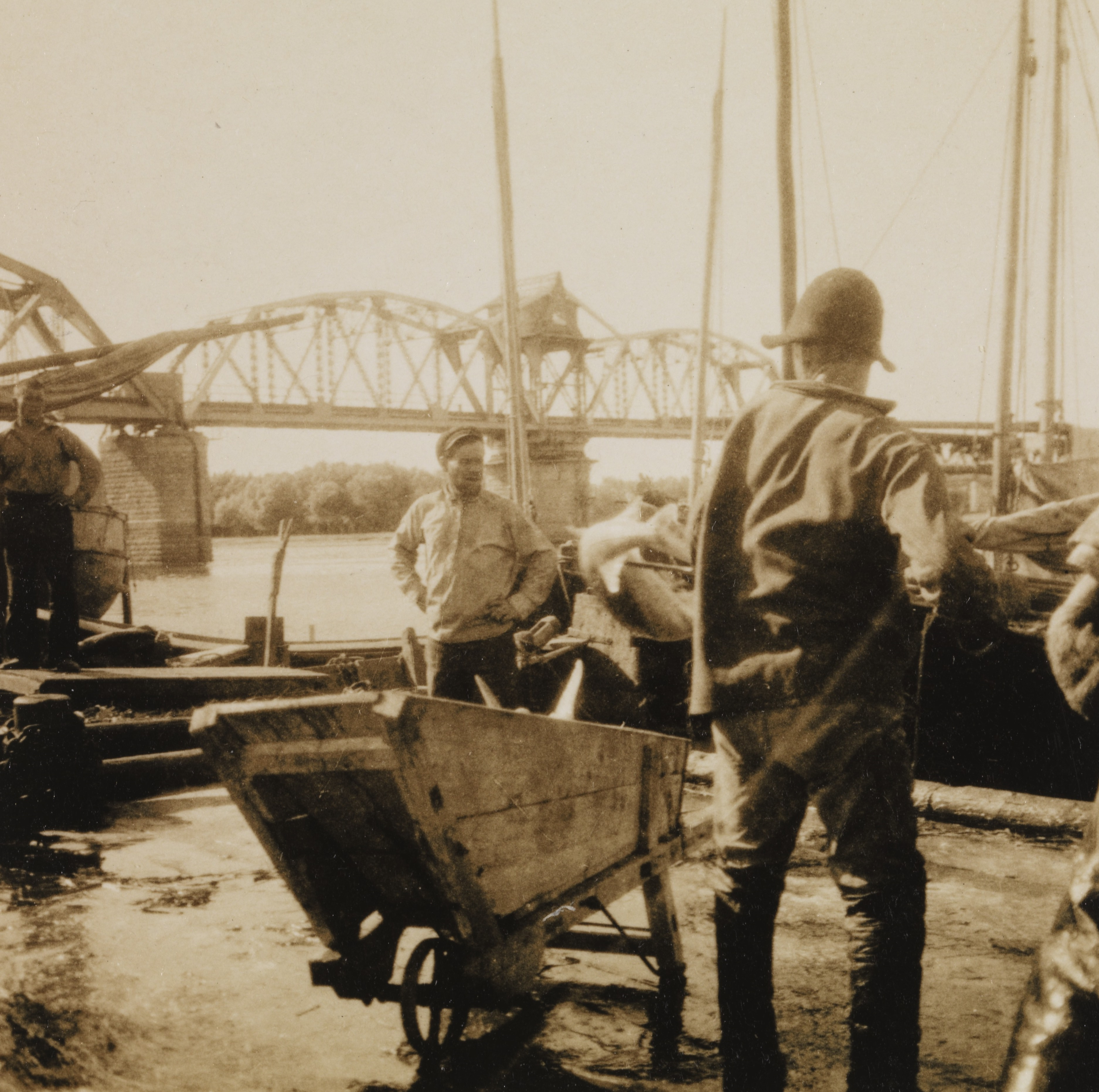
Le quai d'Astrakhan photographié par Fridtjof Nansen en 1925.

La ville de Saraï, sur la Volga, a été la capitale de la Horde d'Or jusqu'à sa destruction en 1502. Le khanat d'Astrakhan, un des États issus du démembrement de la Horde, domine la région jusqu'à sa conquête par Ivan le Terrible en 1556. Le pays est alors parcouru par des bandes de cosaques qui pillent le pays, détruisent la vile de Saraïtchik, dévalisent les voyageurs et mènent des expéditions par mer jusqu'en Perse. En 1670, les cosaques commandés par Stenka Razine pillent Astrakhan.
Le bourg d'Agryjansk, sur une île de la Volga, est peuplé d'Hindous qui se sont enfuis d'Astrakhan et convertis à l'islam lors du pillage de la ville par Stenka Razine. 
La partie sud de l'ancien khanat est érigée en gouvernement par Pierre le Grand en 1717 à partir de la partie méridionale du gouvernement de Kazan ; d’autres régions seront détachées au cours du XVIIIe siècle. En 1774, les cosaques se joignent à la révolte de Pougatchev : ils sont durement réprimés et leur fleuve, le Iaïk, est rebaptisé Oural. De 1785 à 1796 le gouvernement fait partie de la province (namestnitchestvo) du Caucase.
La horde de Boukeï, un des khanats kirghizes (kazakhs), vassal de l'Empire russe à partir de 1801, est rattaché au gouvernement d'Astrakhan en 1845. En 1917 l’ouiezd de la horde kirghize est détaché du gouvernement d’Astrakhan pour former le gouvernement de Boukeï.
Le territoire d'Astrakhan est disputé pendant la guerre civile russe. En janvier 1918, les cosaques d'Astrakhan se révoltent contre le pouvoir soviétique : leurs officiers sont exécutés et leur armée dissoute en février 1918. Le 13 octobre 1918, les bolcheviks créent la flottille de la Volga, basée à Astrakhan, pour défendre les régions de la basse Volga et de la mer Caspienne contre l'Armée des volontaires et autres armées blanches. Cette unité, qui comprend des torpilleurs et des hydravions, contribue à empêcher la jonction entre l'Armée blanche de Sibérie et celle de Russie du Sud. 
La première réserve naturelle de Russie, dans le delta de la Volga, est créée en 1919. 
Le gouvernement d'Astrakhan fait partie des régions touchées par la famine soviétique de 1921-1922. 
En 1928, le gouvernement est supprimé et son territoire intégré à l’oblast de la basse Volga.

## Subdivisions administratives
Au début du XXe siècle le gouvernement d’Astrakhan était divisé en sept ouïezds : Astrakhan, Ienotaïevsk, Krasny Iar, Tsariov, Tcherny Iar ainsi que les ouiezds de la steppe kalmouke et de la horde kirghize de l’intérieur.

## Population
En 1897 la population du gouvernement était de 1 003 542 habitants, dont 40,8 % de Russes, 25,0 % de Kazakhs, 13,8 % de Kalmouks, 13,3 % d’Ukrainiens et 5,3 % de Tatares.

## Découpage territorial actuel
Le territoire du gouvernement d’Astrakhan, correspond aux actuels oblast d'Astrakhan et à la Kalmoukie, de petites portions sont dans les oblasts de Volgograd et Rostov, le kraï de Stavropol, au Daghestan et au Kazakhstan.